# Wilhelm Frick Eltze

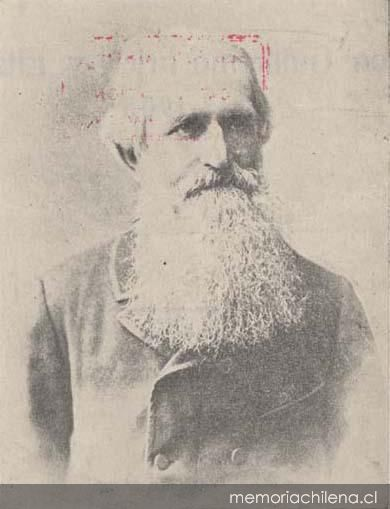
Wilhelm Frick Eltze.

Wilhelm Frick Eltze (Berlín, Alemania, 15 de julio de 1813 - † Valdivia, Chile, 12 de agosto de 1905). Fue un músico y abogado alemán. Cursó humanidades en la Universidad de Bonn, y se doctoró de abogado en 1834. En 1839, se embarcó en el velero Alfred, rumbo a Chile, y recaló el 18 de enero de 1840 a Valparaíso.
Se estableció en Valparaíso y luego en Santiago. Visitó las ciudades de Coquimbo, Illapel y Concepción. Llegó a Valdivia en 1842, y estableció una fundición de metales, pero no tuvo mucho éxito.
En Valdivia conoció al naturalista Rodolfo Amando Philippi, fue agricultor y compró terrenos en Valdivia siendo el primer colono alemán en esa zona. En 1848 el Gobierno de Chile lo comisionó para distribuir las tierras de la zona entre los colonos.
En 1852 fue nombrado agente de colonización en reemplazo de Vicente Pérez Rosales. También fue profesor de física y de química en el Liceo de Valdivia, más tarde sería rector de ese establecimiento en 1886.
También fue músico y pianista, y escribió varias composiciones. Etre ellas, Himno real a Orllie-Antoine, comisionado por el autodenominado rey de la Araucanía, Orélie Antoine de Tounens. Ha sido uno de los músicos más relevantes del siglo XIX en Chile.
Se jubila en el año 1891, y muere en 1905 en Valdivia. Su nieta Nina Frick Asenjo, sería también una famosa compositora y pianista.

## Composiciones
entre muchas de sus composiciónes, destacan:
- Die Goldmine von Las Casitas" (La minera las Casitas)
- Vals de las flores
- Canción de despedida al Dr. Phillipi
- Marcha de los deportistas
- La Fragata Chile

- Datos: Q6167456
- Multimedia: Wilhelm Frick Eltze / Q6167456